# برودي إلدريدج
برودي إلدريدج (بالإنجليزية: Brody Eldridge)‏ هو لاعب كرة قدم أمريكية أمريكي، ولد في 31 مارس 1987 في لا سيجن في الولايات المتحدة.

## وصلات خارجية
- برودي إلدريدج على موقع مرجع كرة القدم المحترفة.كوم (الإنجليزية)